# Coraly de Fourmond
Coraly de Fourmond, née vers 1801 ou 1803 et morte le 4 février 1853 à Paris, est une peintre française.

## Biographie

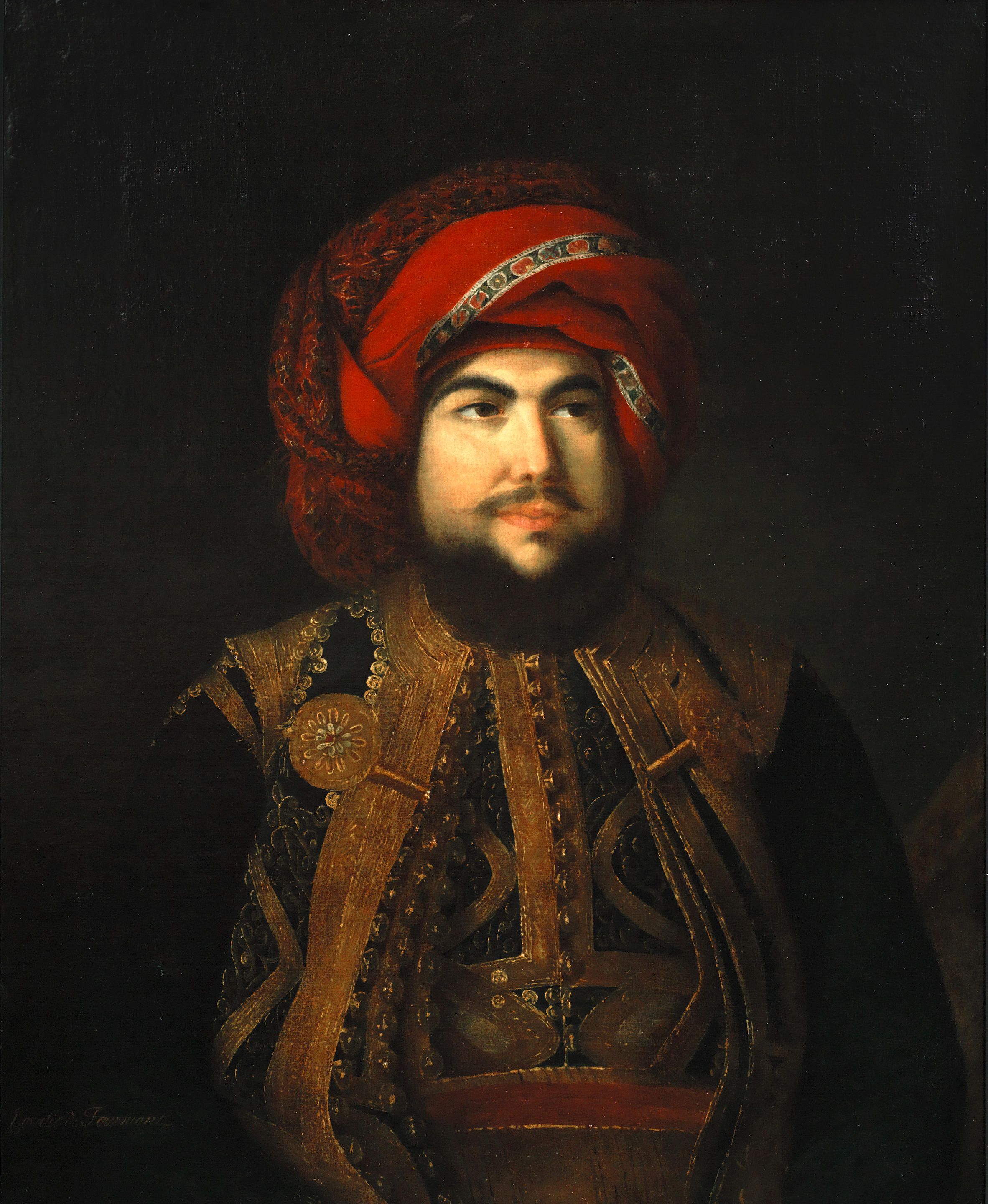
Portrait de Sidi Mohamed Macksen, gouverneur de Tripoli, Salon de 1831.

Coralie Fourmond, dite Coraly de Fourmond, est la fille de François Auguste Fourmond (1770-1850) et d'Augustine Germaine Françoise La Barthe (1768-1858), originaires de Versailles.
Peintre d'histoire et de portrait, elle est élève d'Anne-Louis Girodet et expose au Salon de 1831 à 1850.
Elle meurt célibataire à son domicile de la rue du Faubourg-Saint-Honoré à l'âge de 52 ans. Elle est inhumée au cimetière de Montmartre le 5 février 1853.

## Œuvres exposées aux Salons parisiens
- Portrait de Mme B. au Salon de 1831
- Portrait de Sidi Mohamed Macksen, gouverneur de Tripoli au Salon de 1831
- Portrait de Mme M. au Salon de 1831
- La chaste Suzanne au Salon de 1833
- Portrait de Mme de B. au Salon de 1833
- Portrait de Mme Adèle J. au Salon de 1834
- Portrait de M. de G. au Salon de 1834
- Portrait de M. Eugène Janvier au Salon de 1834
- Portrait de Mme * au Salon de 1834
- Portrait de Mme la princesse de * au Salon de 1835
- Portrait d'homme au Salon de 1835, miniature
- Portrait de M. le prince de * au Salon de 1835
- La Vierge et l'enfant Jésus au Salon de 1835
- Tête d'étude au Salon de 1835
- Portrait en pied de Mme la baronne de * au Salon de 1836
- Portrait de M. le docteur B. au Salon de 1836
- Portrait en pied de Mme la baronne de * au Salon de 1836, miniature à l'huile
- Frédégonde et Grégoire, évêque de Tours au Salon de 1837
- Portrait de M. le comte de M. au Salon de 1837
- Portrait de M. le docteur Albert Salmade au Salon de 1837
- Enfans surpris par l'orage au Salon de 1838
- Portrait de M. L. de G. au Salon de 1838
- Portrait de Mme. au Salon de 1838
- Portrait de Mme la comtesse de B. au Salon de 1838
- Une femme attente à la vie de Cromwell au Salon de 1839
- Portrait de M. Mario de Candia au Salon de 1839
- Portrait de Mlle de T. au Salon de 1839
- Portrait de Mlle Pauline Jourdan au Salon de 1840
- Portrait de M. E. avec sa fille au Salon de 1841
- Espagnole au Salon de 1841, étude
- Portraits des enfants de Mme R. au Salon de 1841
- Portrait en pied de Mme la comtesse * au Salon de 1842
- Une bohémienne arabe au Salon de 1842
- Portrait en pied de M. le baron * au Salon de 1842
- Une jeune paysanne normande au Salon de 1843
- Les petits écoliers charitables au Salon de 1844
- Tête de jeune fille au Salon de 1844, étude
- Portrait de Mme * au Salon de 1845
- Jeune femme turque au Salon de 1845
- Portrait de Mme la comtesse K. au Salon de 1846
- Portrait de M. le docteur G. au Salon de 1846
- Portraits des enfants de M. Pasquier au Salon de 1849
- Portrait du prince Jérôme Bonaparte, frère de l'Empereur, maréchal de France, gouverneur des Invalides au Salon de 1850
- Le Christ et les petits enfants au Salon de 1850